# Blasius Thätter
Blasius Thätter (* 23. März 1936 in Großberghofen; † 22. Juni 2023) war ein deutscher Kommunal- und Landespolitiker (CSU). Er gehörte von 1994 bis 2008 als Abgeordneter dem Bayerischen Landtag an.

## Werdegang
Thätter besuchte von 1942 bis 1947 die Volksschule in Walkertshofen und von 1947 bis 1953 das Progymnasium in Kloster Schäftlarn. 1953 wechselte er auf das humanistische Maxgymnasium in München, wo er 1956 sein Abitur ablegte.
Im Anschluss studierte er Altphilologie, Germanistik und Pädagogik. Ab 1964 war er mehrere Jahre als Lehrer an Volksschulen tätig. Nach dem plötzlichen Tod seines Vaters übernahm er 1968 die Führung des elterlichen Baugeschäftes. Zusätzlich zu seiner akademischen Ausbildung legte er Meisterprüfungen als Zimmerer und Betonbauer ab. Ab 1977 verfolgte er ein zweijähriges Studium der Sonderpädagogik und war danach von 1979 bis 1994 Lehrer an der Kreisförderschule in Dachau.
Seine politische Laufbahn begann 1972 mit der Wahl in den Gemeinderat von Erdweg. 1979 trat er in die CSU ein und wurde zwei Jahre später zum Vorsitzenden des CSU-Ortsverbandes in Erdweg gewählt. In dieser Funktion blieb er bis 1999.
Von 1980 bis 1987 war er 2. Bürgermeister in Erdweg. Nach der Kommunalwahl 1984 übernahm er zusätzlich ein Mandat im Kreistag des Landkreises Dachau und 1990 dort den Vorsitz der CSU-Fraktion.  
Bei der Landtagswahl am 25. September 1994 zog er als Direktkandidat im Stimmkreis Dachau erstmals in den Bayerischen Landtag ein. Bei den Wahlen 1998 und 2003 wurde er jeweils wiedergewählt. Zur Landtagswahl 2008 trat er aus Altersgründen nicht mehr an. 
Thätter war verheiratet und Vater dreier Kinder.
Blasius Thätter starb im Juni 2023 im Alter von 87 Jahren.

## Auszeichnungen
- 2005: Bayerischer Verdienstorden
- 2007: Bayerische Verfassungsmedaille in Silber